# Uniqlo
Uniqlo Co. Ltd. (株式会社ユニクロ Kabushiki-gaisha Yunikuro) é uma empresa multinacional do Japão que cria, desenvolve e confecciona roupas casuais. Se tornou subsidiária da Fast Retailing em 2005 e atua em mais de 18 países. É a terceira maior rede de fast-fashion do mundo, depois da Zara e da H&M.
Em 25 de Setembro de 2012, inaugurou a maior loja da rede em um shopping, com 3.994 m² e dois andares no Westfield Garden State Plaza Mall de Nova Jersey. No mesmo ano, houve a inauguração da 9º maior loja conceito do mundo e a maior da rede no bairro de Ginza de Tóquio, com 5.000 m² e 12 andares.
Em 07 de Julho de 2017, a empresa inaugurou sua nova sede próxima da futura vila dos atletas dos Jogos Olímpicos de Verão de 2020. A Uniqlo City Tokyo possui 16.500 m² de área e mais de 1.000 empregados de 20 nacionalidades, além de espaços decorados com os embaixadores globais da marca Adam Scott, Kei Nishikori e Roger Federer.
Pela falta de trabalhadores do comércio varejista no Japão, a empresa possui diversas políticas de retenção e contratação de funcionários. Em 2015, propôs para seus funcionários uma jornada semanal de três dias de folga, além da contratação de imigrantes e refugiados.

## Presença Internacional
A Uniqlo possui lojas em mais de 1300 pontos de 18 países em 4 continentes no ano de 2018.
- Austrália
- Alemanha
- Canadá
- China
- Espanha
- França
- Hong Kong
- Indonésia
- Japão
- Malásia
- Filipinas
- Singapura
- Reino Unido
- Rússia
- Tailândia
- Taiwan
- Estados Unidos

## Críticas e Controvérsias

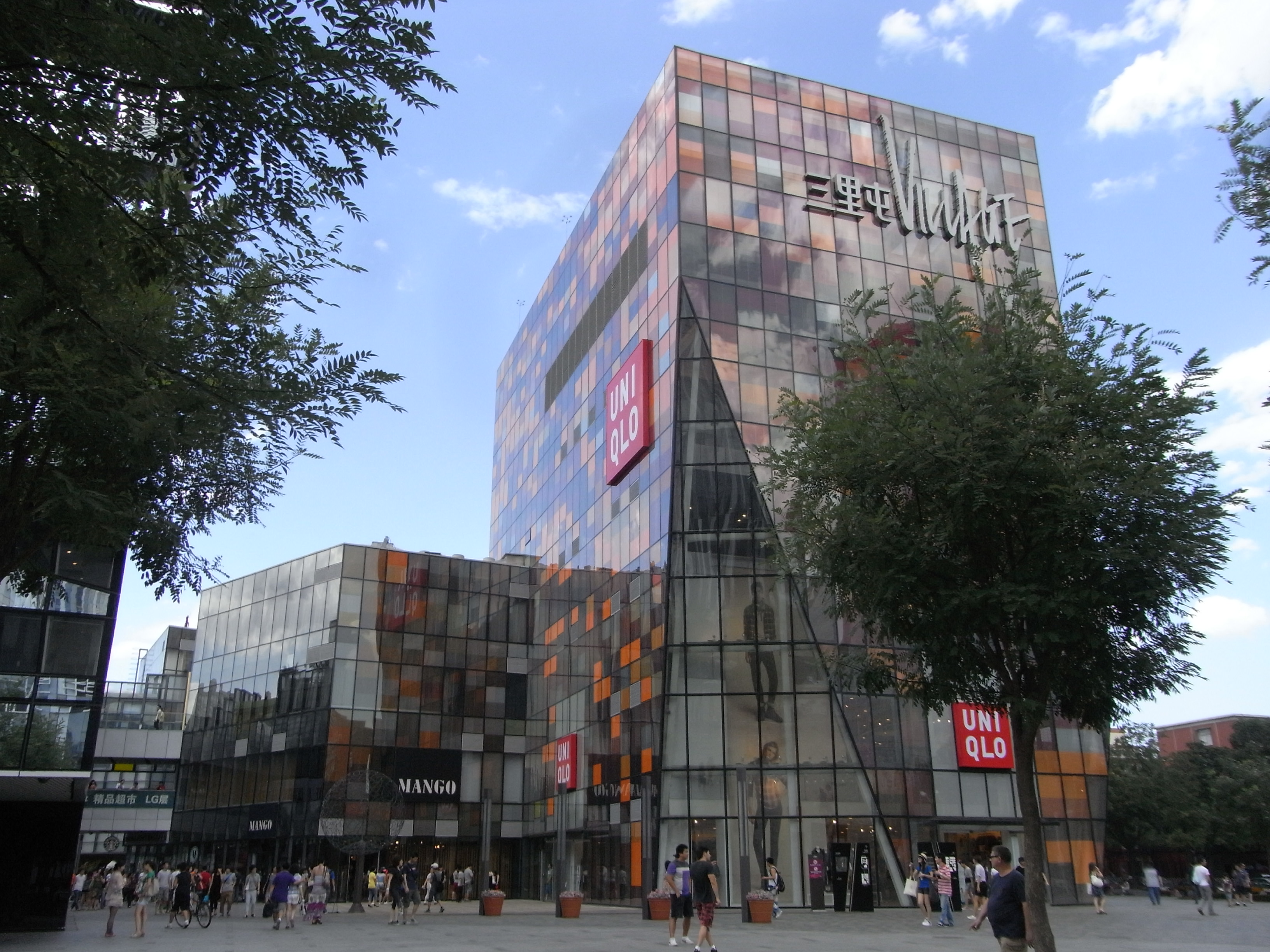
Loja da Uniqlo em Pequim.

Em Janeiro de 2015, em uma  visita de inspeção a fornecedores da empresa na China, foram encontrados empregados com jornadas de trabalho excessiva, baixos salários, condições degradantes e ambiente punitivo e opressivo. Após tomar conhecimento do fato, a empresa se comprometeu a melhorar as condições de trabalho das empresas fornecedoras. Meses depois, um relatório divulgado concluiu que as medidas tomadas foram apenas parcialmente bem sucedidas e os abusos continuaram a acontecer.
Um vídeo online de um casal tendo relações sexuais em uma provador de uma loja da Uniqlo em Pequim se tornou popular entre internautas da China em meados de 2015, a polícia prendeu 5 pessoas próximas ao caso, alegando que o casal e as outras três pessoas que compartilharam o vídeo "feriram severamente os valores socialistas". O jornal The New York Times noticiou que a fachada da loja se tornou popular após o fato, com diversas pessoas posando para fotos nas posições mostradas no vídeo.